# Igor Timotijević
Igor Timotijević (Sesto San Giovanni, 18 maggio 1996) è un giocatore di football americano serbo con cittadinanza italiana, che giocato nel ruolo di defensive tackle per i Frogs Legnano.
Dopo aver iniziato a giocare nei Puma Bresso, ha militato per tutta la carriera nei Seamen Milano, ad eccezione di una stagione passata ai Kragujevac Wild Boars. Dal 2025 gioca per i Frogs Legnano.

## Palmarès
- 3 Italian Bowl (Seamen Milano, 2017, 2018, 2019)